# باولا لين
باولا لين (بالإنجليزية: Paula Lane)‏ هي ممثلة بريطانية، ولدت في 17 أبريل 1986 في Hebden Bridge ‏ في المملكة المتحدة.

## وصلات خارجية
- باولا لين على موقع IMDb (الإنجليزية)
- باولا لين على موقع قاعدة بيانات الفيلم (الإنجليزية)
- باولا لين على موقع كينوبويسك (الروسية)